# Marcin Miller
Marcin Miller (* 27. května 1970 v Prostkách poblíž Ełku) je polský frontmen a zpěvák skupiny Boys, hrající žánr Disco polo. Řadí se mezi významné osobnosti polského uměleckého světa, do kterého se začlenil počátkem devadesátých let. Kromě své hudební životní dráhy také zastává roli průvodce některých pořadů týkajících se Discopola. Mimo jiné je otcem dvou synů (Alan a Adrian), které zplodil se svou manželkou Annou.